# David Stevens
David Stevens (Tiberias, Palesztina, 1940. december 22. – Whangarei, Új-Zéland, 2018. július 17.) ausztrál filmrendező, forgatókönyvíró.

## Filmjei

### Filmrendezőként
Mozifilmek
- The Clinic (1982)
- Undercover (1984)
- Kansas (1988)

Tv-filmek
- An Awful Silence (1972)
- The John Sullivan Story (1979)
- Roses Bloom Twice (1981)
- A Town Like Alice (1981)
- Women of the Sun (1982)
- A Thousand Skies (1985)

Tv-sorozatok
- Homicide (1972–1976, 24 epizód)
- Matlock Police (1975, két epizód)
- Solo One (1976, hat epizód)
- The Sullivans (1976)
- The Outsiders (1977, egy epizód)
- Bluey (TV Series) (1977, két epizód)
- Young Ramsay (1977, két epizód)
- Ausztrál expressz (Five Mile Creek) (1984, egy epizód)
- Runaway Island (1984)
- Always Afternoon (1988)

### Forgatókönyvíróként
Mozifilmek
- 'Betörő' Morant ('Breaker' Morant)  (1980, Oscar-díj jelölés)
- Mennyit érünk (The Sum of Us) (1994)

Tv-filmek
- A Thousand Skies (1985)
- Queen (1993)
- Tövismadarak: A hiányzó évek (The Thorn Birds: The Missing Years) (1996)
- Merlin (1998)
- Bűn és bűnhődés (Crime and Punishment) (1998)

Tv-sorozatok
- Division 4 (1974–1975, három epizód)
- Homicide (1975–1976, négy epizód)
- Matlock Police (1976, egy epizód)
- Rogue's Rock (1976, négy epizód)
- The Sullivans (1976–1977, két epizód)
- Bluey (TV Series) (1977, két epizód)
- Young Ramsay (1978, egy epizód)
- Cop Shop (1978, két epizód)
- Skyways (1979, egy epizód)
- Prisoner (1981, 1986, három epizód)
- Flóra mama családja (Mama Flora's Family) (1998)
- Utórengés: Földindulás New Yorkban (Aftershock: Earthquake in New York) (1999)
- Kennedy feleségek (Jackie, Ethel, Joan: The Women of Camelot) (2001)